# 써클즈
써클즈(Krugovi, Circles)는 크로아티아에서 제작된 슬로단 고르보비치 감독의 2013년 드라마 영화이다. 알렉산다르 베르섹 등이 주연으로 출연하였다.

## 출연

### 주연
- 알렉산다르 베르섹
- 레온 루체프
- 네보사 글로고박
- 에밀 하드지하피즈베고빅
- 히리스티나 포포비치